# Astra 300
La Astra 300 es una pistola semiautomatica española.

## Historia y desarrollo
Fue fabricada por la empresa Astra, Unceta y Cía ubicada en la localidad vizcaína de Guernica y Luno en España. Puesta en producción en 1923, se fabrica la primera unidad con el número de serie 350.001, y se retira del catálogo de la fábrica en 1946, ostentado el último ejemplar el número 630.475, con una producción total de 153.085 unidades.
La Astra 300, como todos los modelos derivados de ésta, posee una corredera tubular, su construcción es simple, y está dotada de un poderoso extractor, con el cañón unido al armazón mediante 4 resaltes que se encajan a la altura de la recámara.
Además posee tres seguros, el de aleta, el de cargador, y el de empuñadura, este último bloquea permanentemente al fiador, por lo que la pistola no puede ser disparada si no es correctamente empuñada.
Uno de los puntos negativos de esta pistola, es la disposición de su martillo (oculto), por lo cual no nos es posible saber cual es el estado del arma. 
Fabricada con la misma calidad y sistema de funcionamiento que su hermana mayor, la Astra 400, la Astra 300 se fabricaba en dos calibres diferentes: el 9 corto y el 7,65 Browning, diferenciándose las unidades de uno y otro calibre en el cañón, el cargador y el muelle. 
Por su similitud estética con la 400 "Puro", la 300 era conocida como "Purito".
Su aspecto no la coloca entre las armas de mayor elegancia, pero la robustez de su fabricación, y la utilización de aceros de la mejor calidad sitúan a esta pistola como una de las mejores españolas. Posee una cadencia de tiro lo suficientemente rápida y un funcionamiento por demás excelente.
Si bien la Star 1919 tenía fama de ser la pistola usada por los pistoleros sindicalistas (de ahí su apodo), la Astra 300 tenía fama de ser usada también por los pistoleros de la Falange Española .
85.390 pistolas ASTRA 300 en ambos calibres fueron vendidas a Alemania durante la Segunda Guerra Mundial , al igual que la ASTRA 600 en 9mm Parabellum .

## Usuarios
- Segunda República Española
- Bando sublevado[1]
- Alemania nazi: Fueron vendidos varios centenares de esta pistola a la Luftwaffe durante la Segunda Guerra Mundial.[2]
- Argelia: Astra Modelo 300 y Modelo 400.[3]
- Chile: Armada de Chile.[4]
- Finlandia: La Guardia Civil finlandesa empleó la Astra Modelo 300 durante la Segunda Guerra Mundial.[5]